# Кирибатийско-мексиканские отношения
Кирибатийско-мексиканские отношения — двусторонние дипломатические отношения между Кирибати и Мексикой. Обе страны являются членами Организации Объединённых Наций (ООН).
У Кирибати нет аккредитации в Мексике, однако Мексика аккредитована на Кирибати через своё посольство в Куала-Лумпуре, Малайзия.

## История
13 октября 2005 года государства установили дипломатические отношения. Это решение являлось частью обязательств, взятых на себя нынешней администрацией, направленных на расширение связей Мексики с южной частью Тихого океана. Мексика и Кирибати обязались развивать отношения дружбы и сотрудничества, а также способствовать диалогу на многосторонних форумах, с тем чтобы и далее укреплять общие совпадения по вопросам международной повестки дня, таким как разоружение и окружающая среда.
В ноябре 2010 года правительство Кирибати направило делегацию из 17 человек во главе с президентом Аноте Тонгом, чтобы принять участие в Конференции ООН по изменению климата 2010 года в Канкуне, Мексика.